# Scuropasso
Lo Scuropasso è un torrente dell'Oltrepò Pavese, scorre nell'omonima valle in provincia di Pavia.

## Etimologia
Il nome Scuropasso appare una italianizzazione del dialettale S'ciarpàss che si ricollega ai più antichi Schiripasso, Scarampazio e Crispassus, che fanno presumere un originario *Carispasso, di probabile origine preromana.

## Percorso
Nasce nel comune di Colli Verdi, presso la località Pometo, e scorre verso nord, in una valle piuttosto stretta e profonda tra le colline dell'Oltrepò (particolarmente ripido il lato destro della vallata), attraversando i comuni di Rocca de' Giorgi, Montalto Pavese, Montecalvo Versiggia, Lirio, Pietra de' Giorgi e Cigognola. La vallata è coltivata in parte a vigneti, e per il resto boscosa.
Il corso d'acqua sbocca successivamente in pianura tra Cigognola e Broni. Dopo aver sfiorato questa cittadina, si dirige verso il Po, in cui sfocia presso Mezzanino dopo alcuni chilometri in pianura nei quali il corso del torrente è arginato. 
Gli affluenti del torrente Scuropasso sono, procedendo da monte verso valle e cioè da sud verso nord, il Fosso Pezzolo, il Rio Mattasca ed il Rio Pragone.  La lunghezza del torrente è intorno ai 30 km, il bacino idrografico si estende su circa 70 km²; la portata, a causa della scarsità di affluenti e alla ristrettezza della vallata, è modesta.
In occasione di forti piogge il torrente, raccogliendo l'acqua dei  due versanti delle colline che lo accompagnano per circa 20 km, può diventare tumultuoso  e tracimare anche  in relazione al fatto che la pendenza è molto elevata: l'altitudine si abbassa in pochi chilometri di circa 400 metri dal punto in cui nasce.

## Alluvioni
Nonostante l'apparente tranquillità, nel 1945, il torrente inondò la vallata in cui sbocca (che prende il nome dal torrente) arrivando a raggiungere una altezza di oltre due metri e mezzo in prossimità delle abitazioni immediatamente vicine.
Nei giorni 17 e 18 giugno 1957 una alluvione causò la morte di cinque persone e ingenti danni.